# Luzzogno
Luzzogno (Luzzeugn in dialetto valstronese), è una frazione del comune di Valstrona situata a 707 m s.l.m. In precedenza fu capoluogo di un comune autonomo e oggi è il centro abitato con maggior numero di abitanti di Valstrona.

## Geografia fisica
Il paese di Luzzogno è situato a mezza costa sul fianco settentrionale della Valle Strona.

## Origini del nome
Il toponimo Luzzogno potrebbe derivare dal latino Lux-omnium (luce di tutti, o di tutta la valle) oppure da Lucus-Usium, ovvero bosco (o foresta) degli Usii, che furono gli antichi abitatori della Valstrona. Una probabile origine potrebbe provenire da "lissa" e dalla traduzione dialettale di Lisogn ovvero Segno della lissa in quanto ancora pronunciato correttamente ai giorni nostri dagli abitanti della valle. È risaputa l'origine del marmo estratto dalle cave di Luzzogno e del trasporto a valle che ai tempi non vantava di una vera e propria strada, bensì di un passaggio che all' occorrenza si è formato e nel tempo trasformato. L'antico passaggio è presumibilmente affiancato al riale o all' antica mulattiera che conduce alla località Mondei.

## Storia
Luzzogno fu il primo paese della Valle Strona ad ottenere l'autonomia religiosa da Omegna con la costituzione di una nuova parrocchia nel 1455; nel 1756, di nuovo primo tra i centri della valle, ottenne invece l'autonomia comunale.
Nel 1861, sul Dizionario topografico dei Comuni compresi entro i confini naturali dell Italia di Attilio Zuccagni Orlandini, veniva segnalato che nel paese, che allora contava 479 abitanti, si escava il marmo statuario, del pari che una lignite fibrosa.
Nel 1884 tale cava cessò però la propria attività per le grandi difficoltà nel trasporto a valle del materiale.
Con il regio decreto  nr. 2521 del 22 dicembre 1927 i comuni di Sambughetto, Forno, Fornero, Luzzogno, Germagno, Loreglia e Massiola furono fusi nel nuovo comune di Valstrona, il cui capoluogo venne collocato sul fondovalle a Strona. Nel dopoguerra Germagno, Loreglia e Massiola riottennero la propria autonomia mentre Luzzogno restò parte di Valstrona.
Il codice ISTAT del comune soppresso era 003862, il codice catastale (valido fino al 1983) era E774.

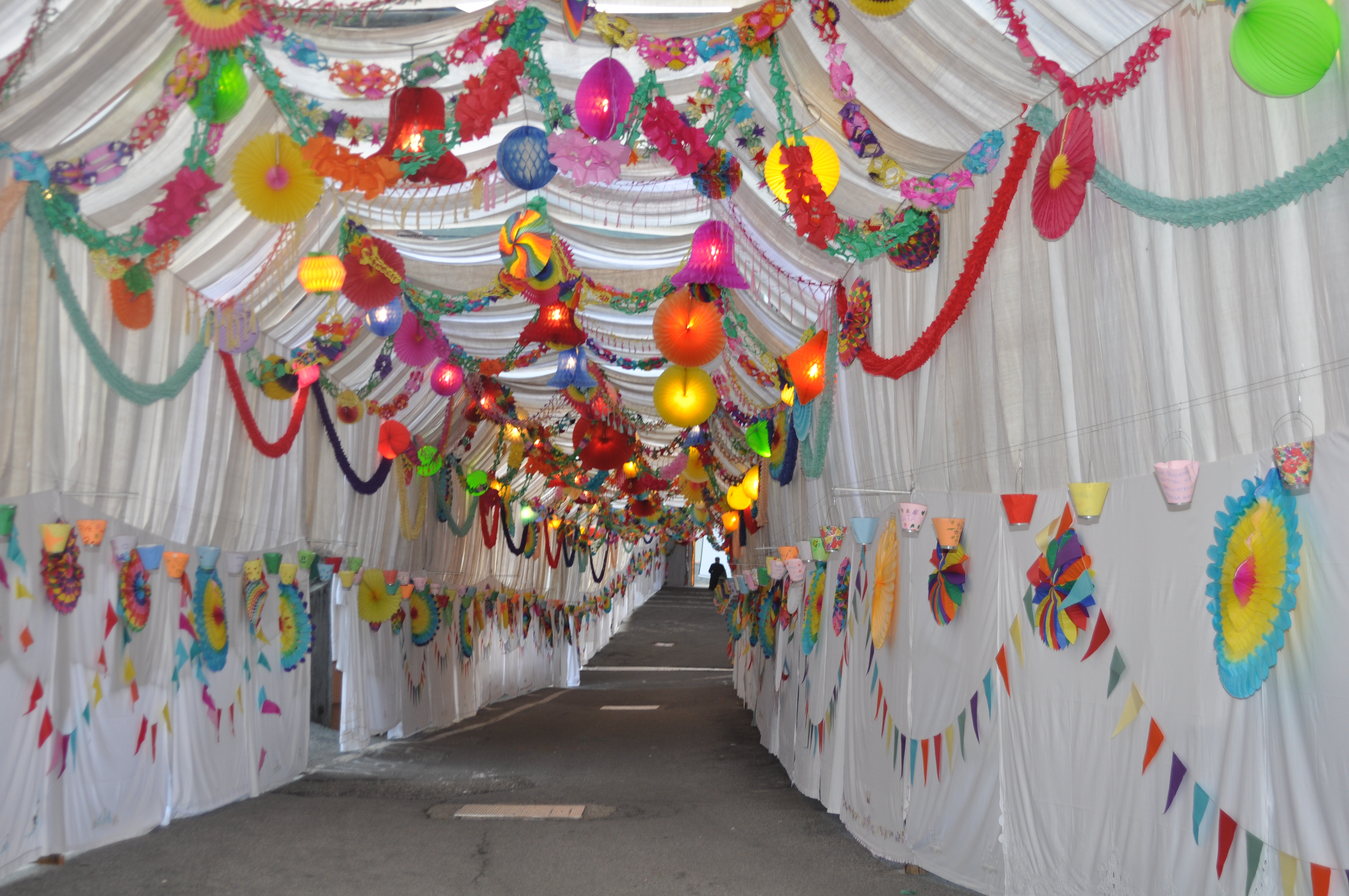
La galleria di teli innalzata ogni tre anni per il passaggio della solenne processione con la Madonna delle Grazie

## Monumenti e luoghi d'interesse
- Parrocchiale di San Giacomo apostolo: si tratta del più antico edificio di culto della valle, risalente al 1455. Al suo interno un dipinto del 1641 di Luigi Reali raffigura lo sposalizio della Vergine.
- Santuario della Madonna della Colletta: collocato su un'altura a circa venti minuti di cammino dal paese, al suo interno ospita una ricca raccolta di ex-voto e alcune icone lignee di scuola tedesca del XVI secolo. Vi si tiene ogni tre anni, l'8 settembre, la festa della Colletta. Per questa festa viene innalzata dalla parrocchiale alla chiesetta di S. Marta una galleria in teli di lino decorata alla veneziana sotto la quale transita la processione con la statua della Madonna delle Grazie.
- Casa Gozzano, lasciata da Bernardo Gozzano nel 1709 all'allora comune indipendente affinché fosse a perpetua disposizione della parrocchia, con atto rogato dal notaio Giovanni Battista Albergante di Omegna.[10][11]

## Galleria d'immagini

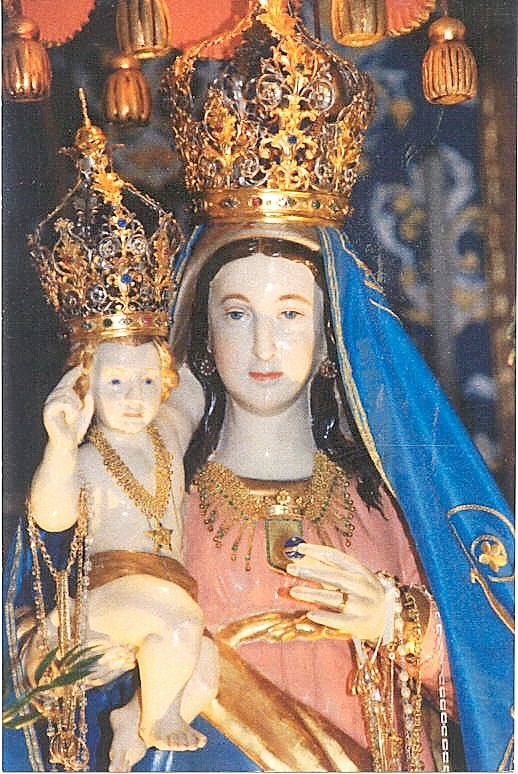
Simulacro della Madonna delle Grazie detta della Colletta di Luzzogno
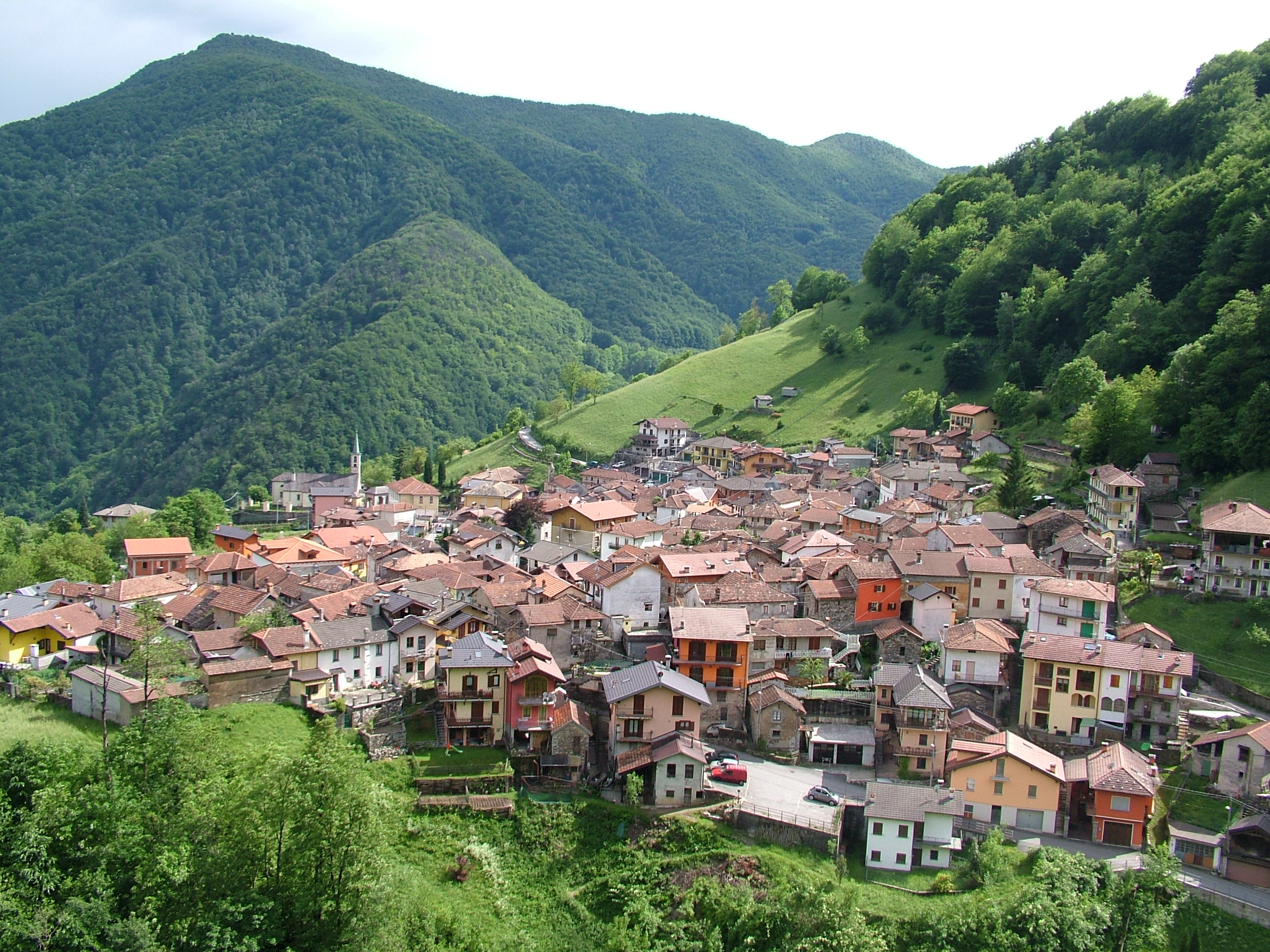
Panorama del paese di Luzzogno dal belvedere del Santuario della Madonna della Colletta
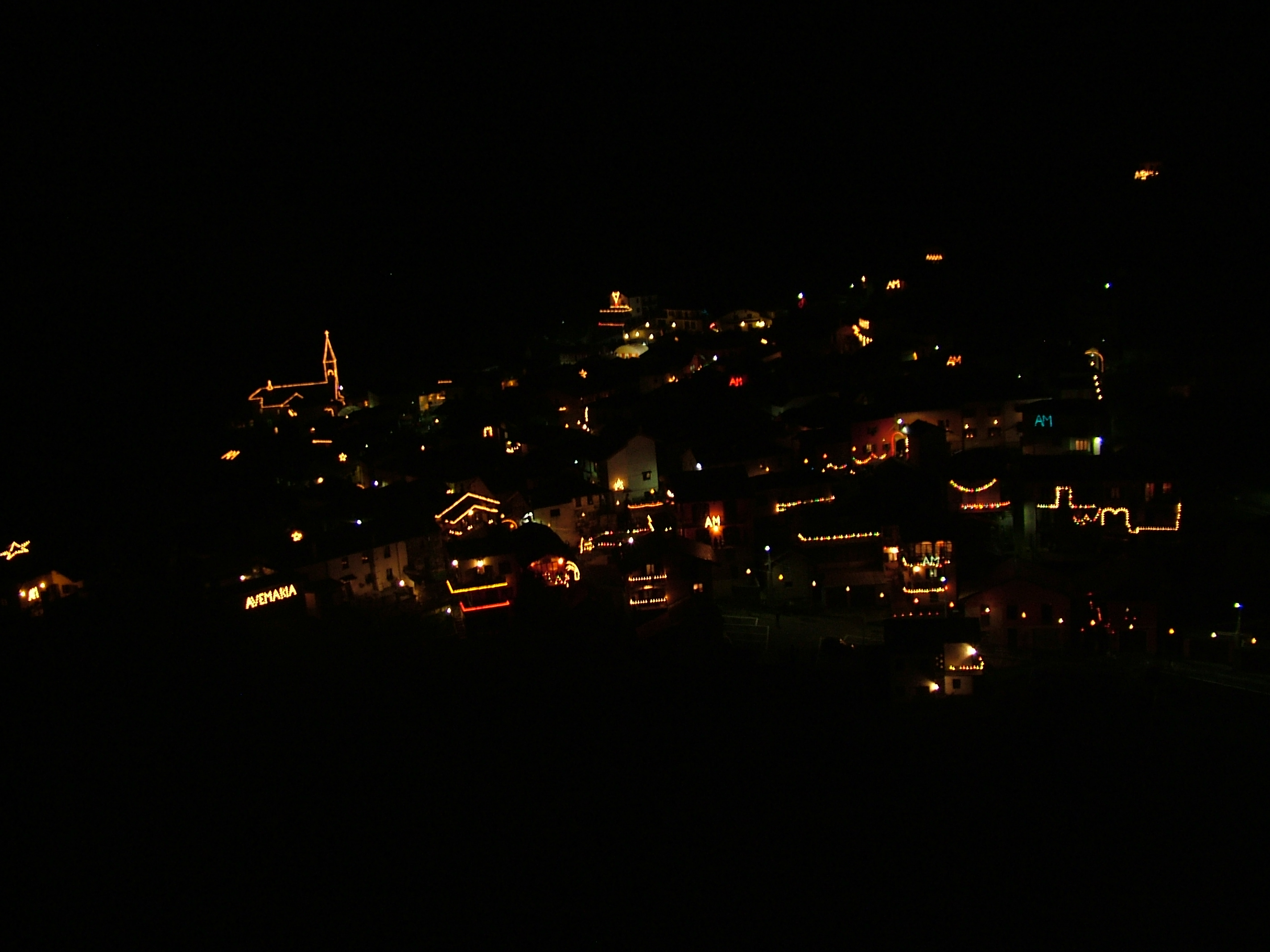
Il paese di Luzzogno interamente illuminato per i festeggiamenti triennali in onore della Madonna della Colletta
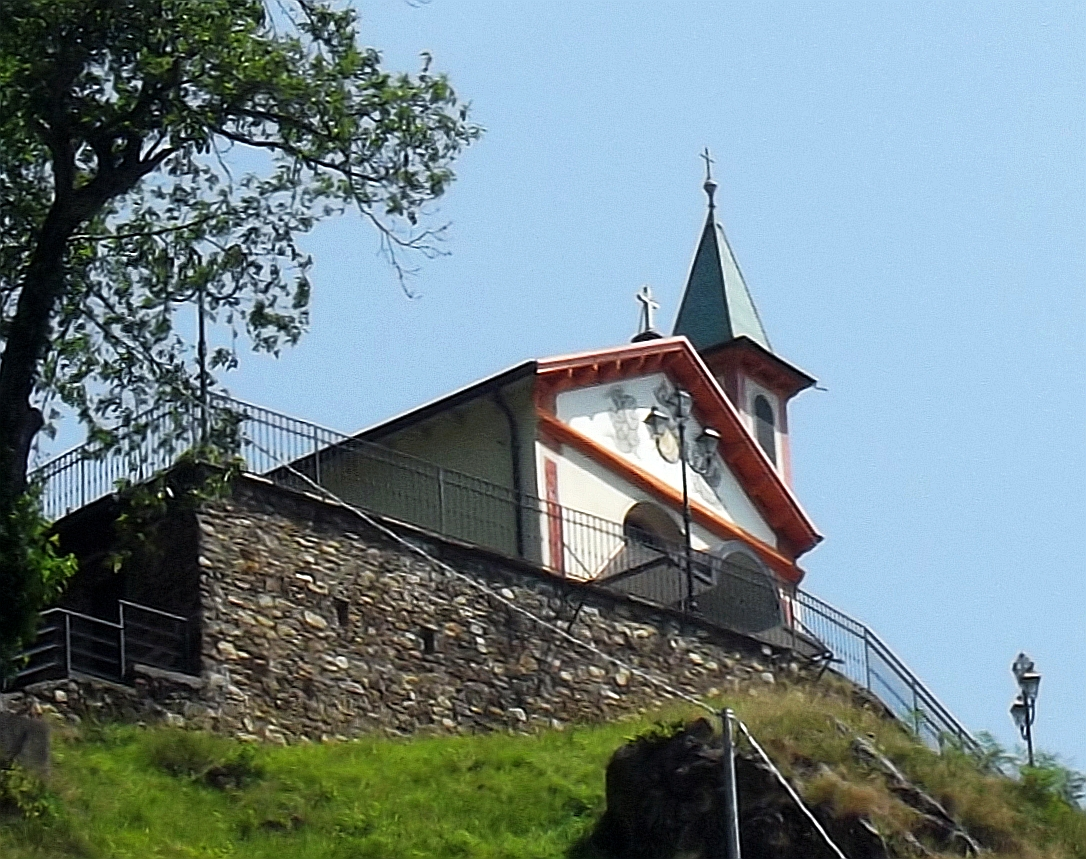
Santuario Madonna della Colletta